# 五豸唐门
五豸唐门是杨臣诤、萧良有编撰的《龙文鞭影》的一個典故，出自該書的對偶句“八龙荀氏，五豸唐门” 。八龙指的是荀淑的八個兒子，五豸指的是北宋真宗、仁宗、英宗至神宗时的唐肃、唐询（肃之子）、唐坰（询之子）、唐介（肃之从侄）、唐淑问（介之子），這些人都做过御史，人称“唐门五豸”。豸，即“獬豸”，是传说中的神兽，独角，能分辨是非，用角去顶坏人，是执法公正的象征。當時人們将豸作为执法官的象征，担任监察、执法的御史、廷尉等官员戴的帽子，称为獬豸冠、豸冠、豸角冠，穿的衣服称为豸衣、豸袍。五豸唐门的意思是，荀淑的八个儿子都很贤良，人称八龙；唐门的五个御史都很正直，世称五豸。